# Hainan Airlines

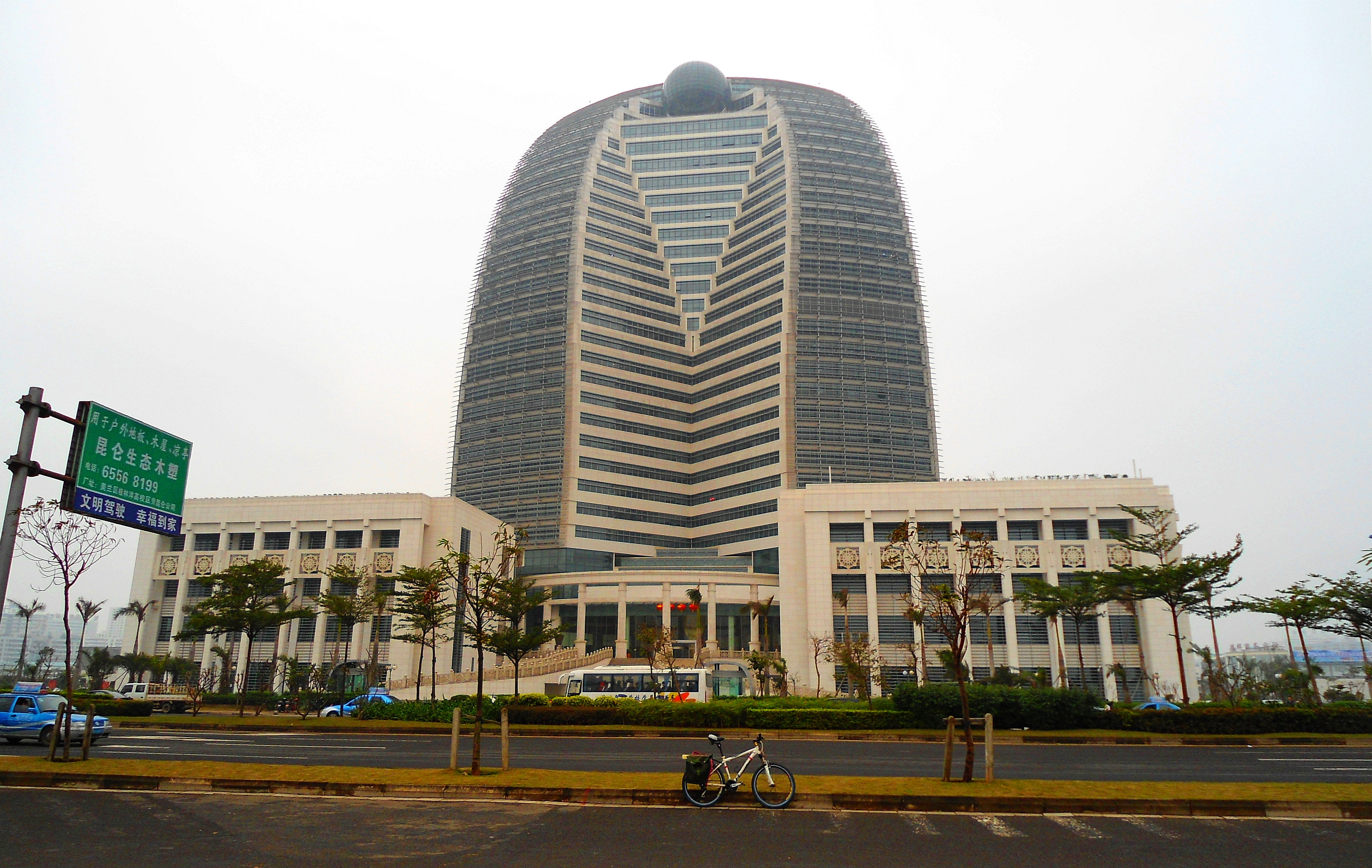
Hoofdkwartier van Hainan Airlines in Haikou

Hainan Airlines Company Limited (IATA Code: HU) is een Chinese luchtvaartmaatschappij. Het is qua grootte van de vloot de op drie na grootste luchtvaartmaatschappij van China. De maatschappij opereerde vanaf Haikou Meilan International Airport (HAK) bij de stad Haikou op het eiland Hainan.
De luchtvaartmaatschappij werd in januari 1993 opgericht onder de naam Hainan Province Airlines Company Limited. De activiteiten van de maatschappij begonnen op 2 mei 1993. De eerste vlucht ging van Haikou naar Beijing. In 1997 werd de maatschappij omgedoopt tot Hainan Airlines Company Limited. In 1998 werd Hainan Airlines de eerste Chinese luchtvaartmaatschappij die ook aandelen had in een luchthaven. Het bedrijf verkreeg een aandeel van 25% in de Heikou Meilan International Airport.
Hainan Airlines heeft naast Haikou nog zeven andere hubs, waaronder Xi'an Xianyang International Airport (XIY) en Beijing Capital International Airport (PEK). Ze voert voornamelijk binnenlandse vluchten uit maar kent een groeiend aanbod internationale vluchten. Naar Europa zijn er rechtstreekse vluchten van Peking naar Brussel en Berlijn. In 2012 had de luchtvaartmaatschappij meer dan 10.000 werknemers. Hainan Airlines behoort tot de divisie HNA Aviation van de moedermaatschappij HNA Group. Tot deze divisie behoren onder andere ook Grand China Airlines, Yangtze River Express, Hong Kong Airlines, Hong Kong Express, Lucky Air en West Air.
Hainan Airlines is sinds 2011 een van de slechts negen vliegmaatschappijen ter wereld die vijf sterren krijgt van Skytrax, de hoogst haalbare score in hun kwaliteitsonderzoek.

## Vloot
De vloot van Hainan Airlines per mei 2017:
| Type             | Aantal | Orders | Zitplaatsen  | Routes                            |
| ---------------- | ------ | ------ | ------------ | --------------------------------- |
| Airbus A330-200  | 9      | 0      | 222 (36/186) | Europa, Noord-Amerika, binnenland |
| Airbus A330-300  | 16     | 0      | 292 (32/260) | Europa, Noord-Amerika, binnenland |
| Boeing 737-700   | 3      | 0      | 148 (0/148)  | Binnenland, Azië                  |
| Boeing 737-800   | 147    | 0      | 164 (8/156)  | Binnenland, Azië                  |
| Boeing 737 MAX 8 | 2      | 3      | 176 (8/168)  | Vanaf 2018, optie op 50           |
| Boeing 767-300ER | 3      | 0      | 233 (34/199) | Binnenland, Azië, Europa          |
| Boeing 787-8     | 9      | 0      | 213 (36/177) | Binnenland, Noord-Amerika         |
| Boeing 787-9     | 17     | 0      | 289 (30/259) | Binnenland, Noord-Amerika, Europa |
| Comac C919       | 0      | 20     | te bepalen   | Vanaf 2020                        |
| Totaal           | 206    | 23     |              |                                   |

## Codeshare-overeenkomsten
Hainan Airlines is niet aangesloten bij een van de grote internationale allianties van samenwerkende luchtvaartmaatschappijen. De maatschappij heeft wel met de volgende luchtvaartmaatschappijen een codeshare-overeenkomst per juni 2014:
- American Airlines
- Brussels Airlines
- Etihad Airways
- EVA Air
- Garuda Indonesia
- Hong Kong Airlines
- Hong Kong Express
- Korean Air
- Rossiya Russian Airlines
- S7 Airlines
- Uni Air